# ゲオルク・フォン・バイエルン
ゲオルク・フォン・バイエルン（ドイツ語: Georg Prinz von Bayern, 1880年4月2日 - 1943年5月31日）は、バイエルン王国の王族、バイエルン王子（Prinz von Bayern）。

## 生涯
バイエルン王ルートヴィヒ3世の弟レオポルト王子とその妻のオーストリア大公女ギーゼラ（オーストリア皇帝フランツ・ヨーゼフ1世と皇后エリーザベトの次女）の長男として生まれた。ゲオルク・フランツ・ヨーゼフ・ルイトポルト・マリア（Georg Franz Joseph Luitpold Maria）。ゲオルクが誕生した時、母方の祖父フランツ・ヨーゼフ1世は自分にとって初めての孫息子だったため、大喜びしたという。
ゲオルクは1897年4月1日、17歳の誕生日の前日にバイエルン王国軍に少尉として入隊し、近衛歩兵連隊に所属した。1903年には中尉に昇進し、同時に第1重騎兵連隊に転属となった。その後も1905年には大尉、1906年には少佐と順調に昇進を続けている。1908年には、オーストリア＝ハンガリー軍の第11竜騎兵連隊「モラヴィア」所属の大尉（のちに少佐）の地位をも与えられた。
1912年2月10日、ゲオルクはウィーンのシェーンブルン宮殿において、オーストリア大公フリードリヒの娘イザベラと結婚した。2人はウェールズ、パリ、アルジェを巡る新婚旅行にでかけたが、旅行が終わる前に離別することになった。2人は何度か復縁を試みたが、失敗に終わった。1913年1月17日にバイエルンの裁判所が2人の民事の離婚を承認し、同年3月5日にはローマ教皇庁が婚姻の不成立を根拠とする婚姻無効を宣言した。
第一次世界大戦が勃発すると、ゲオルクは西部戦線（アラスの戦い、第1次イープルの戦いなど）および東部戦線で戦闘に従事した。ゲオルクは最初は機甲化されたバイエルン軍の司令官として戦争に臨み、後にはパレスチナ戦線でエーリッヒ・フォン・ファルケンハインの指揮下で戦った。大戦中、ゲオルクは一等および二等鉄十字章を受章し、さらに1917年12月14日には大佐に昇進した。
ゲオルクは1919年に軍を退役すると、オーストリアのインスブルックで神学を学び始めた。ゲオルクは1921年3月にカトリック教会の聖職者となり、その後すぐにインスブルック大学のカトリック神学部で教会法の博士号を取得している。彼はローマで神学の研究を続け、1925年にはPontifical Ecclesiastical Academyを卒業した。

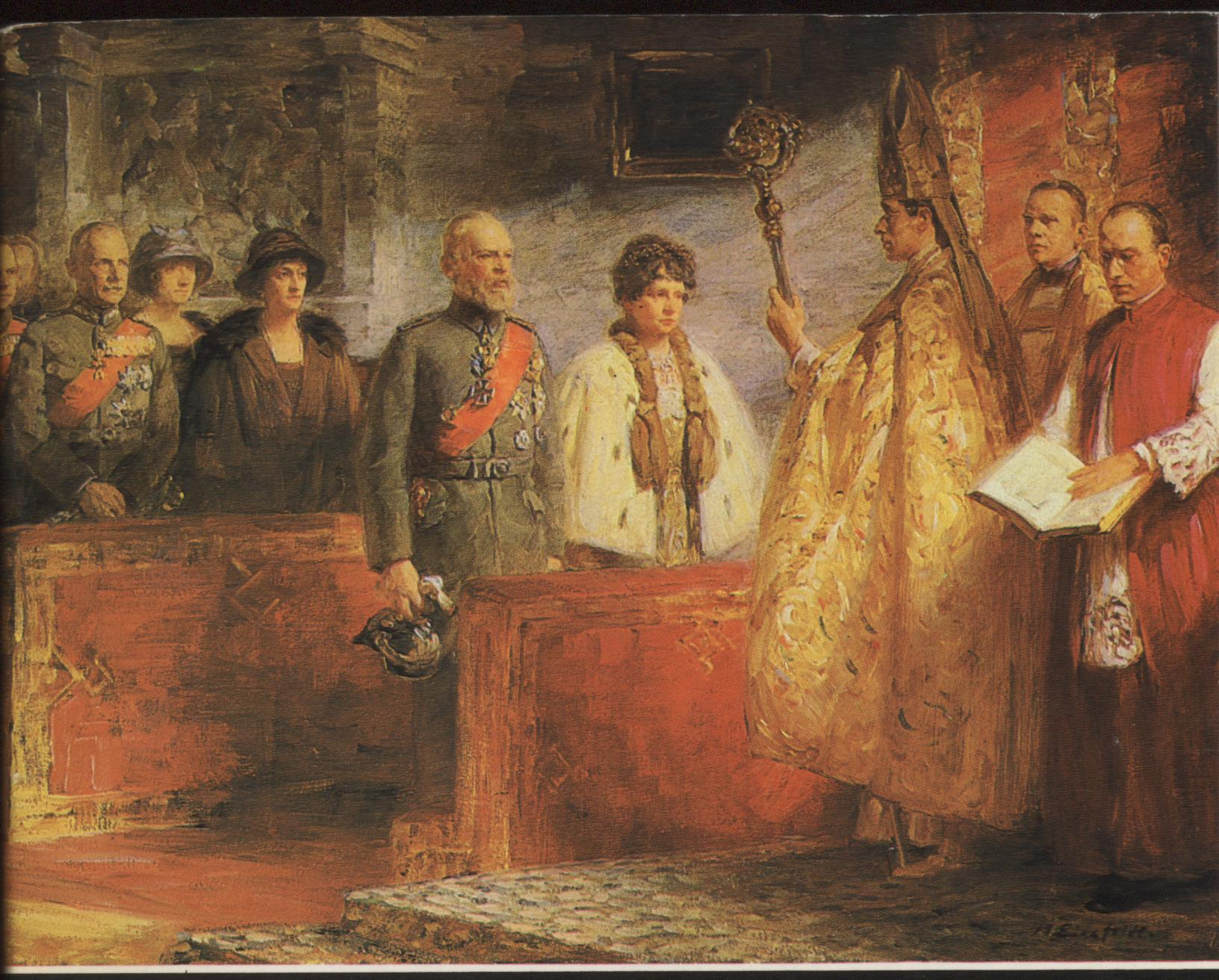
両親の金婚式を祝う儀式で主宰者の教皇特使エウジェーニオ・パチェッリ（後の教皇ピウス12世）の脇に控える司祭服姿のゲオルク（右から2番目の人物）、ヘルマン・アイスフェルト画、1923年

1926年11月18日、教皇ピウス11世はゲオルクに司教区外高位聖職者の地位と「モンシニョール」の称号を授けた。1930年代に、ゲオルクはサン・ピエトロ大聖堂の司教座聖堂参事会員を務めていた。1941年11月12日、教皇ピウス12世はゲオルクに対し、モンシニョールの最高位の一つである、「Protonotary apostolic」の地位を授けた。
ローマに身を置く一方で、ゲオルクはバイエルン王家の親族たちとの関わりを保ち続けた。1939年には、政治的に危険な立場にあった従兄のループレヒト元王太子がローマに亡命してきている。また、ゲオルクは1938年に、両シチリア王フランチェスコ2世とその王妃で同族出身のマリー・イン・バイエルンの遺骸を、テーゲルンゼー修道院からローマのサント・スピリト教会に移している。
ゲオルクは1943年にローマのヴィラ・サン・フランチェスコで亡くなった。